# Ordre National (héros nationaux Kabila-Lumumba)
Pour les articles homonymes, voir Ordre du Mérite.
L'Ordre National « Héros-Nationaux, Kabila-Lumumba » est la plus haute distinction honorifique de la république démocratique du Congo. Institué le 5 août 2002 par la loi n°009-2002, cet ordre vise à honorer et reconnaître les mérites ainsi que les services loyaux rendus à la nation par des personnes physiques, qu'elles soient de nationalité congolaise ou étrangère. Il rend hommage aux héros nationaux Patrice-Emery Lumumba, premier Premier ministre du pays, et Laurent-Désiré Kabila, ancien président, tous deux assassinés respectivement les 17 janvier 1961 et 16 janvier 2001.

## Structure de l'Ordre
L'Ordre National « Héros-Nationaux, Kabila-Lumumba » est structuré en cinq grades, reflétant le niveau de mérite des récipiendaires,,, :

### Dignités
1. Grand Cordon « Kabila-Lumumba »[5],[6],[7],[8].
2. Grand Officier[9],[10],[11].

### Grades
1. Commandeur[12],[13],[14],[15].
2. Officier[16].
3. Chevalier[17].

Le président de la république est le grand chancelier de l'Ordre et est responsable des admissions et promotions au sein de celui-ci. Les décorations peuvent être décernées à titre posthume.

## Administration de l'Ordre
L'administration quotidienne de l'Ordre est confiée à un chancelier, nommé par le président de la république. Les services de l'Ordre sont rattachés à la présidence de la république. Les conditions d'admission, d'octroi des insignes, de déchéance et de réhabilitation sont déterminées par décret présidentiel. La déchéance peut être prononcée pour cause d'indignité, de trahison ou de condamnation pénale définitive à une peine de servitude pénale de plus de trois mois pour des faits infamants

## Historique des distinctions honorifiques en RDC
Avant la création de l'Ordre National « Héros-Nationaux, Kabila-Lumumba », plusieurs distinctions honorifiques existaient en république démocratique du Congo, reflétant les différentes époques de son histoire :
- Époque précoloniale et coloniale : Des ordres tels que l'Ordre de Léopold (1832)[19],[20], l'Ordre de l'Étoile Africaine (1888)[21] et l'Ordre Royal du Lion (1891)[22] étaient en vigueur.
- Première République : Le 30 juin 1965, le Décret-loi portant création de l'« Ordre de la Nation Congolaise » a été promulgué.
- Deuxième République : Des ordres tels que l'Ordre National du Léopard (1966) et l'Ordre National du Zaïre (1968) ont été institués.
- Avec l'avènement de la Troisième République en 1997, l'Ordre National « Héros-Nationaux, Kabila-Lumumba » a été créé, remplaçant l'Ordre National du Léopard.

### Récipiendaires notables
Depuis sa création, l'Ordre a été décerné à plusieurs personnalités pour leurs contributions exceptionnelles à la nation. Par exemple, en 2022, Étienne Tshisekedi, figure emblématique de l'opposition congolaise, a été admis à titre posthume dans l'Ordre National « Héros-Nationaux, Kabila-Lumumba » :
- Mohammed VI de Maroc (28 février 2006)[23].
- Samba Kaputo (04 août 2007)[24].
- Antoine Gizenga (24 janvier 2009)[25].
- Joseph Kabila (01 juillet 2010)[26].
- Simon Kimbangu (01 juillet 2010)[27].
- Cardinal Malula (01 juillet 2010)[28].
- Marcel Bisukiro (en) (01 juillet 2010)[29].
- Justin Bomboko (01 juillet 2010)[30].
- Christophe Gbenye (01 juillet 2010)[31].
- Augustin Katumba Mwanke (12 février 2012)[32].
- Abdou Diouf (14 avril 2014)[33].
- Abdoulaye Yerodia Ndombasi (26 février 2019)[34].
- Étienne Tshisekedi (26 février 2019)[35].
- Léon Kengo wa Dondo (09 juillet 2020)[36].
- Joseph Kasa-Vubu (03 octobre 2020)[37].
- Timothée Munkutu (21 janvier 2021)[38].
- Laurent Monsengwo Pasinya (20 juillet 2021)[39].
- Tharcisse Tshibangu Tshishiku (11 janvier 2022)[40].
- Benoît Lwamba (19 février 2022)[41].
- George Arthur Forrest (19 février 2022)[42].

L'Ordre National « Héros-Nationaux, Kabila-Lumumba » symbolise la reconnaissance suprême de la République Démocratique du Congo envers ceux qui ont rendu des services éminents à la nation, perpétuant ainsi la mémoire de ses héros fondateurs.